# Lloyd Hotel (hotel)
Het Lloyd Hotel is een gebouw op het Lloyd-complex in het Oostelijk Havengebied van Amsterdam dat in opdracht van de Koninklijke Hollandsche Lloyd (KHL) is gebouwd. Na gebruik als landverhuizershotel, vluchtelingenopvang, huis van bewaring, jeugdgevangenis en verzamelgebouw van kunstenaarsateliers, doet het sinds 2004 weer dienst als hotel. Het gebouw werd in 2001 opgenomen in het rijksmonumentenregister.

## Geschiedenis
Het gebouw werd in 1918 ontworpen door architect Evert Breman, in opdracht van de Koninklijke Hollandsche Lloyd (KHL). Dit bedrijf kwam voort uit de Zuid-Amerika Lijn (ZAL). Toen de ZAL een belangrijk deel van het vrachtaanbod verloor als gevolg van de mond-en-klauwzeerepidemie die in het begin van de twintigste eeuw in Zuid-Amerika woedde, besloot het bedrijf zich te gaan toeleggen op passagiersvervoer.
De KHL dacht het hotel te gebruiken als visitekaartje om clientèle te werven voor de passagierslijn naar Zuid-Amerika. Het hotel werd gebouwd in een eclectische stijl, met invloeden van de Amsterdamse School. Toen het op 1 juni 1921 werd opgeleverd had het acht keer meer gekost dan oorspronkelijk was geraamd, wat waarschijnlijk heeft bijgedragen aan het latere faillissement van de KHL.

### Oost-Europese Joodse vluchtelingen

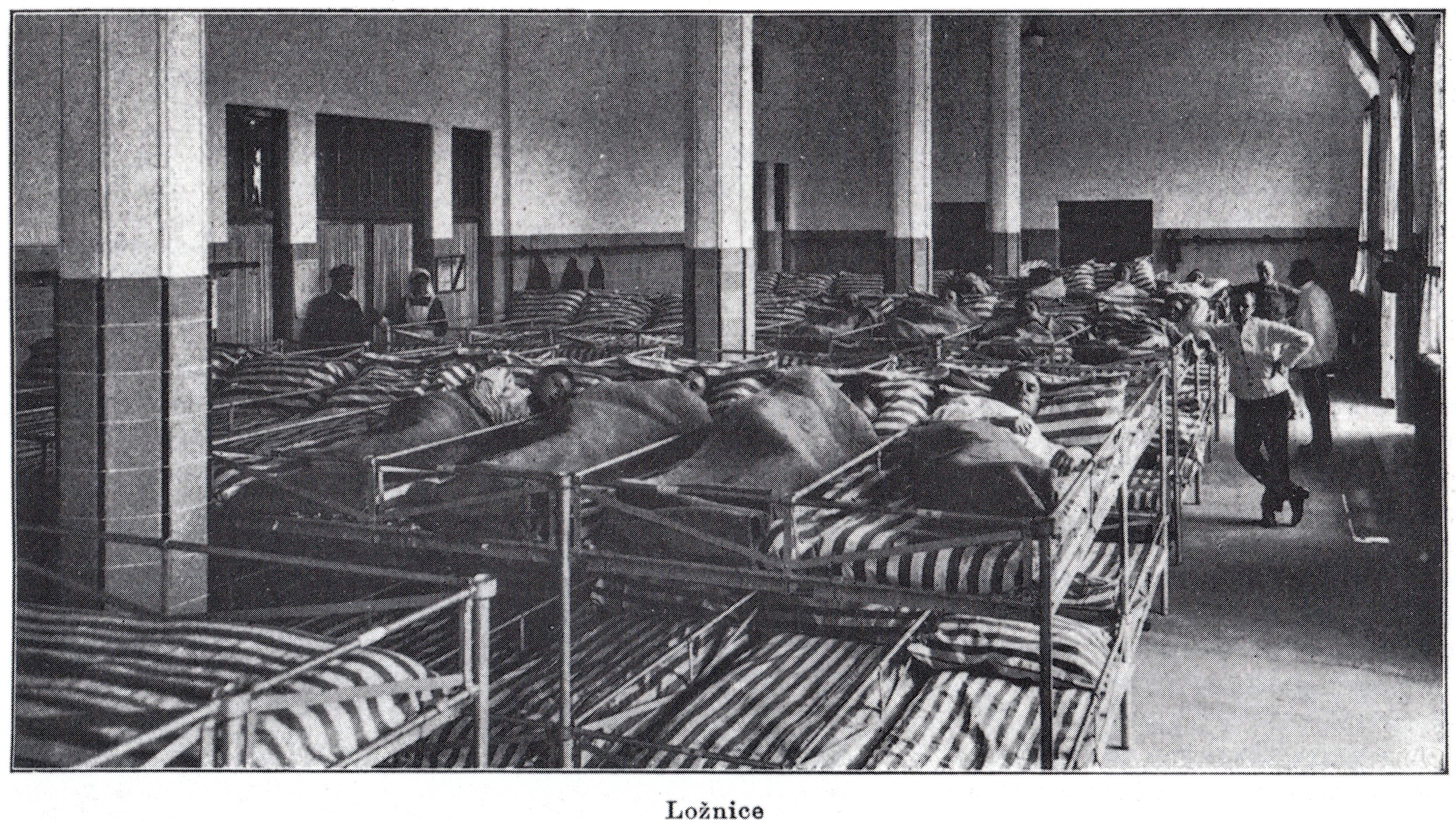
Mannenslaapzaal (Ložnice is Tsjechisch voor slaapzaal) in het landverhuizershotel, ca. 1930(?)

Van 1921 tot 1936 deed het gebouw dienst als tijdelijk verblijf voor landverhuizers. Gedurende die periode reisden duizenden emigranten - veelal arme Oost-Europese Joden die de pogroms waren ontvlucht - via de KHL naar Zuid-Amerika. Eens in de drie weken vertrok een KHL-schip. De wachttijd kon men in het hotel doorbrengen. De reizigers werden door artsen en verplegers van de Gemeentelijke Geneeskundige en Gezondheids Dienst onderzocht op ziektes en ongedierte. Ze kregen de gelegenheid te douchen terwijl hun kleding en bagage werd ontsmet.
In 1936 ging de rederij failliet en het hotel kwam in handen van de gemeente Amsterdam. Vervolgens nam de Nederlandse staat het hotel over, en vanaf 1938 werd het gebruikt als opvang voor Joodse vluchtelingen uit nazi-Duitsland.

### Gevangenis
Tijdens de Tweede Wereldoorlog deed het gebouw dienst als gevangenis onder de naam 'Huis van Bewaring III'. In 1941 werden zo'n honderdvijftig Februaristakers er opgesloten. Hoewel het gebouw er, wegens het ontbreken van cellen, niet bijzonder geschikt voor was, heeft het na de oorlog nog tot 1989 als gevangenis gefunctioneerd; tot 1963 voor volwassenen en daarna als jeugdgevangenis. De naam 'Lloyd Hotel' bleef in Amsterdam nog tot 2004 verbonden aan een jeugdgevangenis onder de naam 't Nieuwe Lloyd.

### Atelier

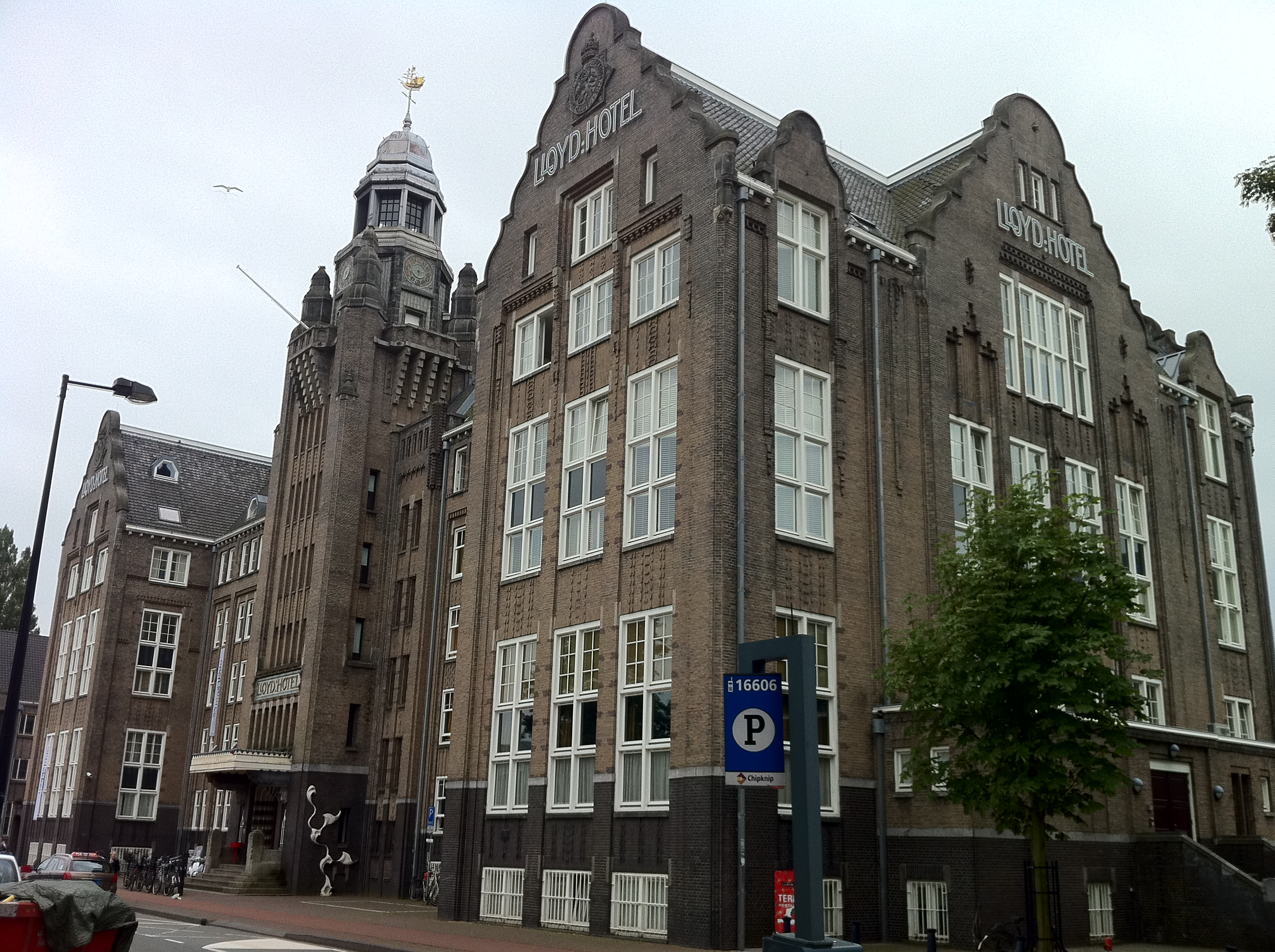
Lloyd Hotel in juli 2011

Na 1989 is het gebouw een tijdlang verwaarloosd. Het werd toen beheerd door de stichting Spinoza en diende onder meer als atelierruimte voor kunstenaars uit het voormalige Joegoslavië. In 1996 schreef de gemeente Amsterdam een prijsvraag uit. Wie het beste idee had voor een nieuwe bestemming van het gebouw zou het recht op koop krijgen. Ontwerpster Suzanne Oxenaar en historicus Otto Nan presenteerden een ontwerp voor een hotel annex 'culturele ambassade' die de cultuur in Amsterdam bij bezoekers bekend zou moeten maken. Het plan was in schetsen uitgewerkt door architectenbureau MVRDV. Woningbouwstichting De Key wilde de uitvoering wel financieren en werd eigenaar van het gebouw.

## Rijksmonument
In 2001 werd het pand aangewezen als rijksmonument. Na een omvangrijke restauratie werd de bestemming weer 2004 weer hotel. Na verkoop in 2021 aan een andere hotelketen volgde een interne renovatie. In 2023 heropende het als hotel met restaurant en zalenverhuur.